# Crawley Town Football Club
Pour les articles homonymes, voir Crawley (homonymie).
Maillots
Actualités
Le Crawley Town Football Club est un club de football anglais basé à Crawley. Depuis la saison 2024-2025, le club évolue en EFL League One (troisième division anglaise).

## Repères historiques
- Le club est fondé en 1896.

Écusson du club de 2005 à 2011.

- Les Red Devils réussissent deux montées successives, en 2011 et 2012. En 2011 ils sont promus de Conference National en Football League Two (quatrième division anglaise) et en 2012 de Football League Two en Football League One (troisième division anglaise).
- À l'issue de la saison 2014-2015, le club est relégué en EFL League Two (quatrième division anglaise).
- À l'issue de la saison 2023-2024, le club est promu en Football League One à la suite des barrages.
- À l'issue de la saison 2024-25, le club est relégué en EFL League Two (quatrième division anglaise).

## Palmarès
- Southern Football League : 
  - Champion : 2004

- Conference National : 
  - Champion : 2011

## Personnalités du club

### Entraîneurs
- 2012 :  Craig Brewster

### Anciens joueurs
- Jimmy Glass
- Isaiah Rankin